# Omikron Coronae Borealis
Omikron Coronae Borealis (o Coronae Borealis, förkortat Omikron CrB, o CrB) som är stjärnans Bayerbeteckning, är en ensam stjärna belägen i den västra delen av stjärnbilden Norra kronan. Den har en skenbar magnitud på 5,53 och är svagt synlig för blotta ögat där ljusföroreningar ej förekommer. Baserat på parallaxmätning inom Hipparcosuppdraget på ca 12,1 mas, beräknas den befinna sig på ett avstånd på ca 270 ljusår (ca 83 parsek) från solen. Den rör sig närmare solen med en radiell hastighet på -54 km/s.

## Egenskaper
Omikron Coronae Borealis är en utvecklad orange till röd jättestjärna av spektralklass K0 III, vilket tyder på att den har förbrukat vätet i dess kärna och har lämnat huvudserien. Den är en röd jättestjärna som genererar energi genom fusion av helium i dess kärna. Den har en massa som är ungefär lika stor som solens massa, en radie som är ca 10 gånger större än solens och utsänder från dess fotosfär ca 50 gånger mera energi än solen vid en effektiv temperatur på ca 4 800 K.
Omicron Coronae Borealis har en bekräftad planet som tros vara, liksom HD 100655 b, en av de två minst massiva planeterna som är kända runt röd jättestjärnor av denna typ. Planeten observerades genom mätning av förändringar i radiell hastighet hos värdstjärnan orsakad av gravitationsstöring från det omkretsande objektet. Den har en omloppsperiod av 188 dygn och en excentricitet på 0,19. Den har en beräknad massa som är minst 50 procent större än jordens massa.